# Attilio Pavesi
Attilio Pavesi (født 1. oktober 1910 i Caorso, død 2. august 2011 i Buenos Aires) var en italiensk cykelrytter, som deltog i de olympiske lege 1932 i Los Angeles.
Pavesi deltog i landevejscykling ved OL 1932. Han var egentlig kun reserve, men da deltagerne skulle vælges efter nogle udtagelsesløb i Los Angeles, gjorde han det så godt, at han blev valgt til at deltage i landevejsløbet. Det viste sig at være en god beslutning, da Pavesi var så godt kørende, at han vandt konkurrencen, der blev kørt som enkeltstart over 100 km. Pavesi gennemførte strækningen på 2.28.05,6 timer, mens hans holdkammerat, Guglielmo Segato, blev nummer to i 2.29.21,4 timer og svenskeren Bernhard Britz blev nummer tre i 2.29.45,2 timer. Holdkonkurrencen blev afviklet samtidig med det individuelle løb, og resultaterne for de tre bedste fra hver nation afgjorde resultatet. Her var Italien suveræne med guld- og sølvvinderen samt nummer fire (Giuseppe Olmo) individuelt, mens Danmark blev nummer to og Sverige nummer tre.
I 1931 havde Pavesi vundet Coppa Caldirola og tidligere i 1932 var han blevet nummer to i Giro di Sicilia. Efter OL 1932 havde han en kort karriere som professionel uden større succes, og ved begyndelsen på anden verdenskrig flyttede han til Argentina, hvor han åbnede en cykelforretning og arrangerede cykelløb. Inden sin død i 2011 var han den ældste levende OL-guldvinder.